# Göran Palm
För andra betydelser, se Göran Palm (olika betydelser).
Göran Johan Samuel Palm, född 3 februari 1931 i Uppsala, död 12 april 2016 i Stockholm, var en svensk författare. 

## Biografi
Göran Palm skrev redan på 1940-talet vid Katedralskolan i Uppsala i gymnasisttidningen Pegasen. Han tog filosofie kandidatexamen 1956 vid Uppsala universitet och var sedan lärare vid Gästriklands folkhögskola och Kävesta folkhögskola. Han var medarbetare i Bonniers Litterära Magasin (BLM) 1953–1964, litteraturkritiker i Expressen 1959–1965 samt redaktör för tidskriften Upptakt 1955–1958. Redan 1954 redigerade han i bokform en samling "dikter, noveller, essayer av unga författare" med denna titel.
Han bokdebuterade 1961 med diktsamlingen Hundens besök, som karaktäriserades som "nyenkel poesi". Han var även verksam som översättare, bland annat av den polske poeten Tadeusz Różewicz. Men det är främst hans samhällsanalyser och samhällskritik som gjort honom känd. Han beskrev sig själv som marxist och socialist, och markerade avstånd till den reformistiska socialdemokratin.
Från 1982 var han ordförande i föreningen Liv i Sverige.
Han var mottagare av Aftonbladets litteraturpris 1964, valdes 1967 av BLM:s läsare till årets författare och fick Ferlinpriset 2003.
I december 2006 fick Göran Palm tillsammans med Bodil Malmsten dela på Ivar Lo-Johanssons personliga pris, som delas ut av styrelsen för Ivar Lo-Johanssons författarfond. Priset tilldelades för "långvariga litterära insatser, väl förankrad i donatorns dröm om en social och förändrande litteratur". Om Göran Palm var motiveringen att han ägnat 20 år åt att fullfölja blankversreportaget "Sverige – en vintersaga". "Här finns de: de många rösterna om den fortlöpande nedmonteringen av drömmen om ett rättvist folkhem". Den sammanlagda prissumman är 300 000 kronor.
Han var son till kontraktsprost Samuel Palm och Valborg Ekman. Han var gift 1957–1977 med förlagsredaktör Tora Cederberg och gifte om sig 1992 med bibliotekskonsulent Siv Hågård. Tillsammans med Tora Cederberg fick han dottern Mona Palm.

## Priser och utmärkelser
- 1964 – Aftonbladets litteraturpris
- 1969 – Tidningen Vi:s litteraturpris
- 1977 – Aniarapriset
- 1985 – De Nios Stora Pris
- 1990 – Tegnérpriset
- 1998 – Stiftelsen Selma Lagerlöfs litteraturpris
- 2003 – Ferlinpriset
- 2004 – Signe Ekblad-Eldhs pris
- 2005 – Stig Dagermanpriset
- 2005 – Stockholms stads hederspris
- 2006 – Ivar Lo-Johanssons personliga pris